# Paralimnophora indistincta
Paralimnophora indistincta är en tvåvingeart som beskrevs av Lamb 1909. Paralimnophora indistincta ingår i släktet Paralimnophora och familjen husflugor. Inga underarter finns listade i Catalogue of Life.